# 竜骨 (生薬)

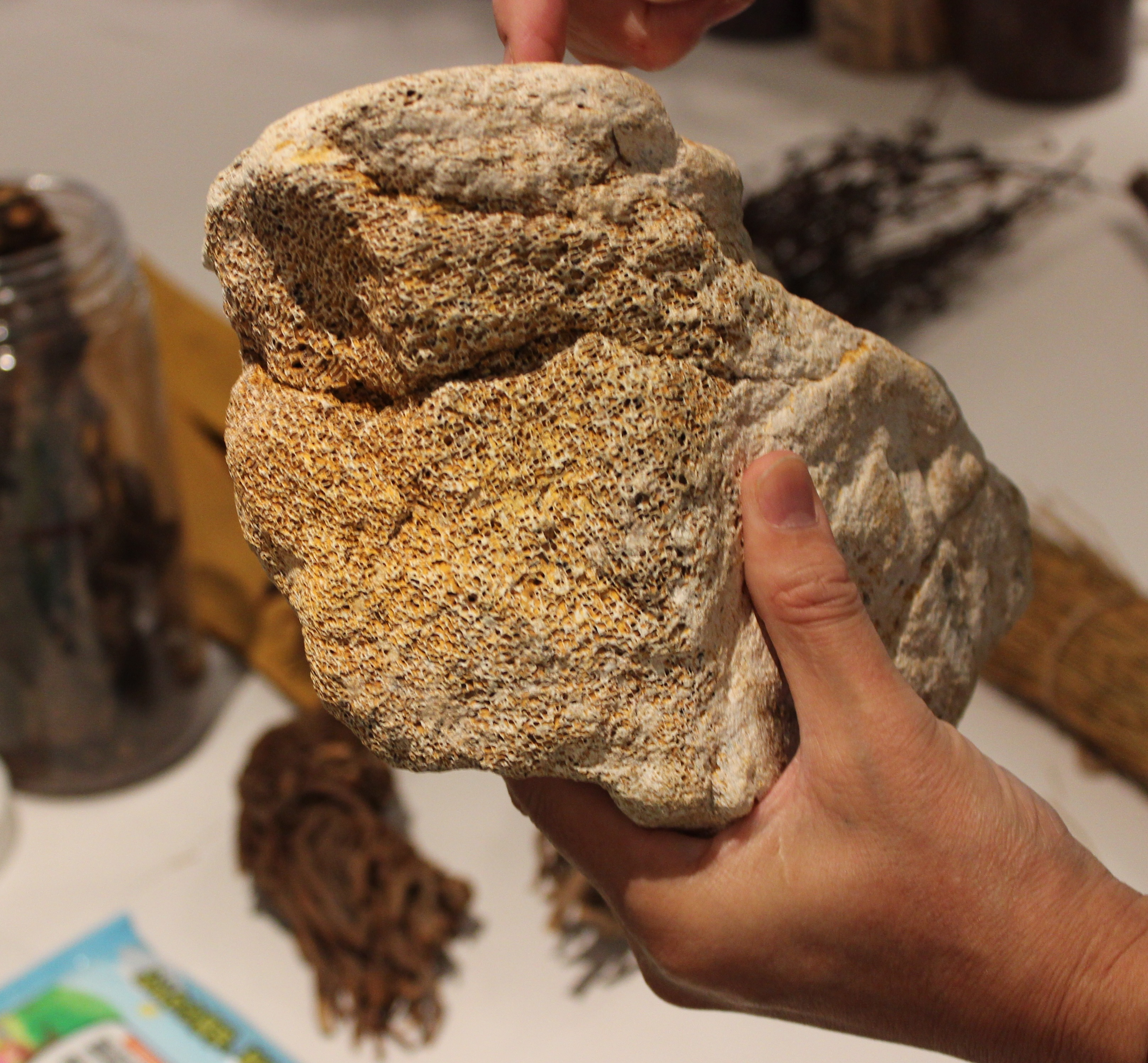
竜骨（生薬）として使われる哺乳類の骨の化石。海綿骨の部分も確認できる。

竜骨（りゅうこつ、龍骨、拼音: lónggǔ ロンクー、ラテン語：Fossilia Ossis Mastodi、Os Draconis）は、生薬の一種で大型哺乳類の骨の化石のことである。類似する生薬として、哺乳類の歯牙化石に由来する竜歯（りゅうし、longchi、Dens Draconis）がある。なかには恐竜の化石も含まれ、これが竜伝説となったとする説もあるが、支持されていない。

## 薬効
医薬品として日本薬局方に掲載されている生薬で鎮静作用、収斂作用がある。成分は、炭酸カルシウム（50 - 80%）、リン酸カルシウムなどである。竜骨は、柴胡加竜骨牡蛎湯（さいこかりゅうこつぼれいとう）、桂枝加竜骨牡蛎湯（けいしかりゅうこつぼれいとう）などの漢方薬に配合される。

## 基原
竜骨の基原となるのはゾウ、サイ、馬、鹿、猪、牛などの仲間である。ナウマンゾウのように絶滅してしまった動物も多い。
現在は中国より輸入されているが、化石であるので将来的に枯渇してしまうことが懸念されている。
また、煮た牛骨等を粉砕し、石灰水に浸けてザラザラした感じにした偽物の竜骨もある。本物は舐めると舌に吸い付く感じがするという。本物は化石であり、化石は多孔質なため水分を吸着しやすいからである。

## その他の事項
亀甲獣骨文字（甲骨文字）は、竜骨を持病の治療薬として求めた王懿栄が、文字の書かれた骨から発見したといわれる。また、北京原人の化石は竜骨の産地である周口店竜骨山で発見された。
正倉院に収蔵された動物化石由来の薬物として、竜骨（シカ類の角）・白竜骨（シカ類やハイエナ類の骨と歯）・竜角（シカ類の角）・五色竜歯（ゾウ類の歯）がある。なお似竜骨石は珪化木のことであり、江戸時代には珪化木が竜骨として輸入されることがあったという。
日本における記録として、『八幡宇佐宮御託宣集』に記された『豊前国風土記』逸文には、香春岳の3つの峰に、それぞれ竜骨（たつのほね）があったと記す。